# Benji, Zax & the Alien Prince
Benji, Zax & the Alien Prince es una serie de ciencia ficción para niños de Hanna-Barbera creada por Joe Camp, el creador de la franquicia cinematográfica del perro Benji. La serie se emitió por primera vez un sábado por la mañana de 1983 en el canal estadounidense CBS. El primer episodio de la serie fue emitido bajo el título Benji por TV3 el jueves 17 de septiembre de 1983 a las 20:00.

## Sinopsis
Un tirano llamado Zanu ha tomado el control del planeta distante, rojo de Antars que está "muy lejos en otra galaxia", como Yubi describe en el episodio "Double Trouble". Zanu hace matar al rey de Antars y encarcela a la reina.
La secuencia de apertura de la serie muestra cómo el príncipe heredero, interpretado por Christopher Burton, ha escapado a la Tierra con su droide Zax. Cuando Yubi y Zax llegan a la Tierra se hacen amigos de un perro callejero llamado Benji, que sigue siendo su compañero durante la serie. Dos cazadores de recompensas Antarianos llamados Darah y Khyber, junto con su droide Zord, son enviados a la Tierra para encontrar y capturar a Yubi. La mayor parte de la trama involucra a Darah y Khyber persiguiendo a Benji, Zax y Yubi en una camioneta Chevy de color negro, y sus esfuerzos casi siempre terminan en fracaso, por lo general debido a algún fallo de uno de ellos o los dos combinados con el pensamiento rápido de Benji y su asistencia leal. 
Con el fin de sobrevivir en la Tierra los Antarianos debe usar un brazalete especial. En el episodio "The Locals", el bracelete del príncipe Yubi es robado por un grupo de chicos y se pone muy enfermo sin el. Cada Antariano en la serie es muy protector con su brazalete, experimentando inmediatamente fatiga como consecuencia de su robo.

## Lista de episodios
1. "The Prince and the Bag Lady" (17 de septiembre de 1983)
2. "U.F.O." (24 de septiembre de 1983)
3. "The Day of the Hunter" (1 de octubre de 1983)
4. "Goldmine" (8 de octubre de 1983)
5. "Goodbye to Earth" (15 de octubre de 1983)
6. "Ghostown" (22 de octubre de 1983)
7. "The Locals" (29 de octubre de 1983)
8. "Puppy Love" (5 de noviembre de 1983)
9. "Double Trouble" (12 de noviembre de 1983)
10. "Don't Fence Me In" (19 de noviembre de 1983)
11. "The Flying Lesson" (3 de noviembre de 1983)
12. "Benji Call Home" (10 de noviembre de 1983)
13. "Decoy Droid" (17 de noviembre de 1983)